# Hastula leloeuffi
Hastula leloeuffi is een slakkensoort uit de familie van de Terebridae. De wetenschappelijke naam van de soort is voor het eerst geldig gepubliceerd in 1983 door Bouchet.